# Adam Walsh
Adam John Walsh (ur. 14 listopada 1974, zm. 27 lipca 1981) – amerykański chłopiec, który został porwany 27 lipca 1981 z domu towarowego Sears w Hollywood (Floryda), a następnie znaleziony martwy.
Wiadomość o śmierci Adama rozniosła się po całym świecie, a ojciec Adama, John Walsh, później został adwokatem ofiar przestępstw z użyciem przemocy oraz gospodarzem telewizyjnego programu America’s Most Wanted. Seryjny morderca Ottis Toole przyznał się do zabójstwa chłopca, lecz nigdy nie został za to skazany.

## Porwanie
27 lipca 1981 podczas zakupów w domu towarowym Sears w Hollywood (Floryda) matka Adama, Revé, pozwoliła mu przyglądać się jak kilku starszych chłopców gra w gry video, a sama weszła do sklepu obok po lampę. Gdy Revé wróciła, Adama tam nie było. Istnieją podejrzenia, iż pracownica ochrony wyrzuciła chłopców ze sklepu za kłótnie przy grze video i możliwe, że Adam wyszedł razem z nimi. Policja uznała, że Adam spoufalił się ze starszymi dziećmi, które sprawiały kłopoty i zostały wyproszone ze sklepu.
10 sierpnia 1981 roku w kanale wodnym w Vero Beach na Florydzie znaleziono odciętą głowę Adama, resztki jego szczątków nigdy nie zostały znalezione.

## Podejrzani
Nikt nie został skazany za zabójstwo Adama Walsha, chociaż Ottis Toole przyznał się do winy, ale później odwołał zeznania. Toole, domniemany powiernik seryjnego mordercy Henry’ego Lee Lucasa, nie został oskarżony w sprawie Walsha, mimo że jego opis popełnienia zbrodni był pozornie prawidłowy. Policja podejrzewała go o morderstwo Walsha, ale zaginął ważny dowód w sprawie. We wrześniu 1996 roku Toole zmarł w więzieniu na marskość wątroby podczas odbywania kary dożywotniego więzienia za inne zbrodnie. Później jego siostrzenica powiedziała Johnowi Walshowi, że jej wuj na łożu śmierci przyznał się do zabójstwa Adama. Jednakże zeznanie Toole'a odbierane jest sceptycznie jako że on i Henry Lee Lucas przyznali się do ponad 200 różnych zabójstw, a później dowiedziono, że wielu z nich nie popełnili.
Jeffrey Dahmer, aresztowany w Wisconsin w 1991 po zabójstwie kilkunastu mężczyzn i chłopców, również był podejrzany w sprawie morderstwa Walsha. Dahmer mieszkał w Miami Beach w czasie morderstwa Adama, a dwóch świadków widziało go w Searsie w dniu porwania. Dahmer mordował młodych mężczyzn i chłopców, ucinając im głowy. John Walsh powiedział, że nie widzi dowodów łączących porwanie jego syna z uśmierceniem Dahmera, gdyż wciąż wierzy, że Adam został zamordowany przez Ottisa Toole'a.

## Następstwa
Porwanie i morderstwo skłoniło ojca Adama do podjęcia zawodu adwokata oraz zachęciło do stworzenia Narodowego Centrum Pomocy Zaginionym i Wykorzystywanym Dzieciom (z ang. National Center for Missing and Exploited Children, NCMEC). John Walsh został zaproszony do prowadzenia programu telewizyjnego America’s Most Wanted.
Program pomocy dzieciom zagubionym w centrach handlowych o nazwie Code Adam został tak nazwany dla uczczenia pamięci Adama Walsha.
25 lipca 2006 Kongres Stanów Zjednoczonych zatwierdził ustawę imienia Adama Walsha o ochronie i bezpieczeństwie dzieci (z ang. Adam Walsh Child Protection and Safety Act), którą prezydent George W. Bush parafował 27 lipca 2006. Ceremonia podpisania odbyła się w South Lawn na terenie Białego Domu.

## Filmy
Zaginięcie Adama i walka jego rodziny zostały uwiecznione w 1983 roku w filmie telewizyjnym Adam, w którym rodziców Adama zagrali Daniel Travanti i JoBeth Williams. W 1986 roku powstał sequel Adam: His Song Continues.